# L'incendio nella stanza
L'incendio nella stanza è un romanzo giallo del 1995, scritto da Morna Doris MacTaggart, con lo pseudonimo Elizabeth Ferrars.
È il numero 2433 della serie Il Giallo Mondadori.

## Trama
Henrietta insieme al marito Patrick, organizza un party a cui sono invitati i colleghi del marito professore universitario. Due sono le cose che Henrietta non si aspetta, il primo evento durante il tardo pomeriggio quando compare una donna che sostiene di essere la moglie di Patrick. Dopo un primo momento di smarrimento, la donna comprende di essere stata raggirata dal fratello di Patrick. Capendo il problema la donna decide di andarsene per non disturbare ulteriormente la coppia.
Durante la serata arrivano tutti gli invitati, compresa la professoressa Franks, un evento considerato raro da tutti coloro che la conoscono. Durante la serata la casa della professoressa Franks viene devastata da un incendio e nello spegnere le fiamme si scopre che nell'incendio è rimasta uccisa anche la donna che stava cercando il fratello di Patrick.
Qualche giorno dopo la professoressa Franks viene trovata morta. Lo stesso giorno il signor Quinn, decide di raccontare la verità sull'accaduto. Ammette di avere incendiato la casa della Franks, d'accordo con quest'ultima, per frodare l'assicurazione, ma vedendo una donna nella casa, convinto che si tratti della Franks, decise di chiuderla dentro e di dare fuoco alla casa. Scoperto l'errore e temendo di essere denunciato dalla Franks, la uccise.

## Edizioni
- (EN) Elizabeth Ferrars, L'incendio nella stanza, collana Il Giallo Mondadori n. 2433, Milano, Mondadori, 1995,  p. 141.